# Ignatij Julianovič Kračkovskij

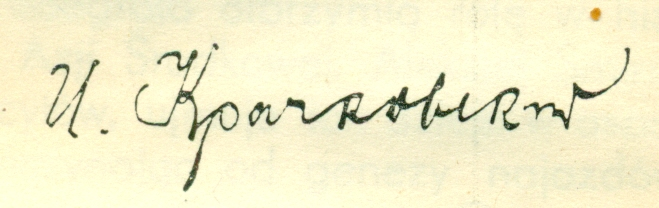
La firma de Kračkovskij

Ignatij Julianovič Kračkovskij (in russo Игна́тий Юлиа́нович Крачко́вский?; Vilna, 16 marzo 1883 – Leningrado, 24 gennaio 1951) è stato un orientalista e geografo russo sovietico.

## Biografia
Figlio di  Julian Kračkovskij, s'interessò presto alle lingue orientali, studiando persiano, arabo, turco e tataro nell'Università imperiale di San Pietroburgo tra il 1901 e il 1905. Ottenne una medaglia d'oro per il suo saggio sulla civiltà araba all'epoca del Califfo abbaside al-Mahdi.
Divenne libero docente di Poesia araba, Letteratura araba cristiana e Letteratura araba contemporanea nel medesimo Ateneo. Fu membro della Società Imperiale Ortodossa di Palestina.
Socio dell'Accademia russa delle scienze dal 1921, trasformata in Accademia Sovietica delle Scienze dal 1925, fondò con altri colleghi la Scuola sovietica di studi arabi e, col tempo, divenne una delle figure di maggiore spicco nel campo degli studi arabistici sovietici, assumendo la vicepresidenza della Società geografica sovietica (1938-1945) e la presidenza dell'Istituto di studi orientali dell'Accademia sovietica delle Scienze.
La sua produzione scientifica è assai vasta, con più di 450 pubblicazioni al suo attivo, tra cui figurano opere geografiche di grande rilevanza e la prima traduzione completa in russo delle Mille e una notte e del Corano. 
La sua silloge (tradotta anche in inglese sotto il titolo Among Arabic Manuscripts) fu insignita con il Premio Stalin nel 1951.
Fu sepolto a San Pietroburgo nel cimitero Volkovo (Волковское кладбище).

## Opere scelte
- Coran, traduzione e commento, Mosca, 1963.
- Очерки по истории русской арабистики (Očerki po istorii russkoj arabistiki: «Profilo di storia dell'arabistica russa»), Mosca e Leningrado, 1950.